# Rangoon Radha
Rangoon Radha (Tamilisch: ரங்கூன் ராதா) ist ein tamilischer Film von A. Kasilingam aus dem Jahr 1956. Er wurde von der Filmgesellschaft Mekala Pictures produziert.

## Handlung
Eine Rückblende zeigt die üblen Absichten von Dharmalinga Mudaliar. Er ist mit Rangam verheiratet, doch zusätzlich möchte er auch noch deren Schwester Thangam heiraten, um sich das gesamte Vermögen seiner Schwiegereltern einverleiben zu können. Er sperrt Rangam ein und erklärt sie für geisteskrank. Die Eingeschlossene bringt einen Sohn zur Welt und entflieht schließlich verkleidet ihrem Martyrium. Unerkannt wird sie Zeuge, wie Dharmalinga einen tantrischen Trickbetrüger tötet, der ihm die Stärkung seiner sexuellen Kräfte versprochen hatte.
In Rangun steht Rangam unter dem Schutz von Naidu. Sie bekommt eine Tochter namens Radha.
In der filmischen Gegenwart verliebt sich Nagasundaram in die inzwischen erwachsene Radha. Er stellt sich als Sohn von Dharmalinga heraus. Zusammen mit Radha demaskiert er seinen schurkischen Vater und rächt seine Mutter.

## Hintergrund
Rangoon Radha ist das seltene Beispiel eines Filmes mit dem Star Sivaji Ganesan in einer Negativrolle.
Der DMK-Politiker M. Karunanidhi schrieb das Drehbuch und die Dialoge nach einem Roman seines politischen Mentors C. N. Annadurai.
Die Liedtexte zur Musik von T. R. Papa stammen von Karunanidhi, Athmanathan, P. Kalyanasundaram und Subramaniya Bharati.